# Volutenkrater

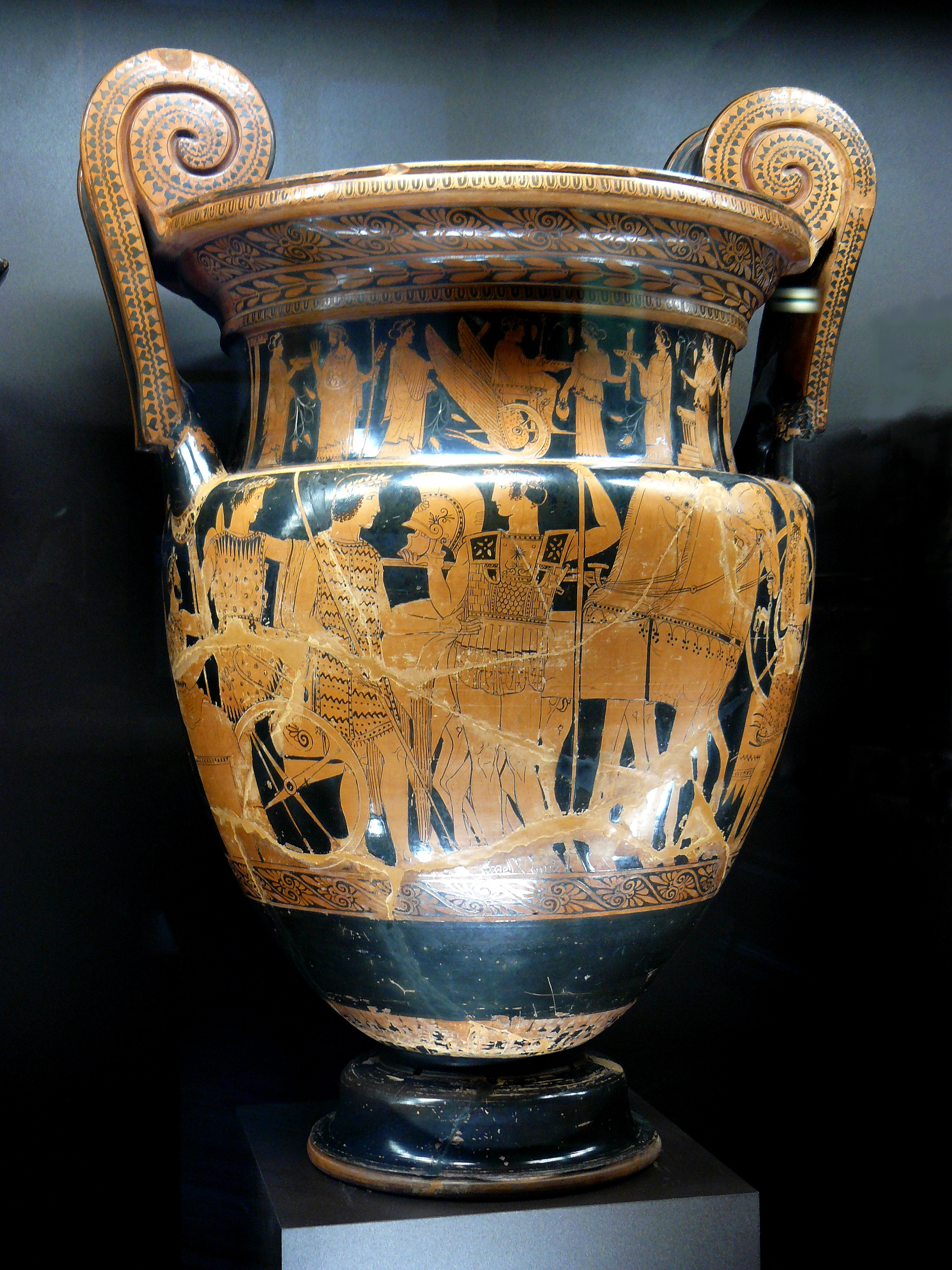
Volutenkrater (attisch rotfigurig)

Der Volutenkrater, im antiken Griechenland κρατὴρ λακωνικός krater lakonikos genannt, ist ein Typus des griechischen Weinmischgefäßes Krater. Es handelt sich um einen der vier Standardtypen des Kraters; er wurde im ersten Viertel des 6. Jahrhunderts v. Chr. in Lakonien erfunden. Später wurden Volutenkratere in Attika und Apulien gefertigt, wo sich eigenständige Stile entwickelten. Während seiner Laufzeit von fast drei Jahrhunderten unterlag der Volutenkrater starken Veränderungen, so dass lediglich das Prinzip der Henkelkonstruktion bestimmendes Merkmal dieses Kratertypus ist.

## Name und bestimmende Merkmale

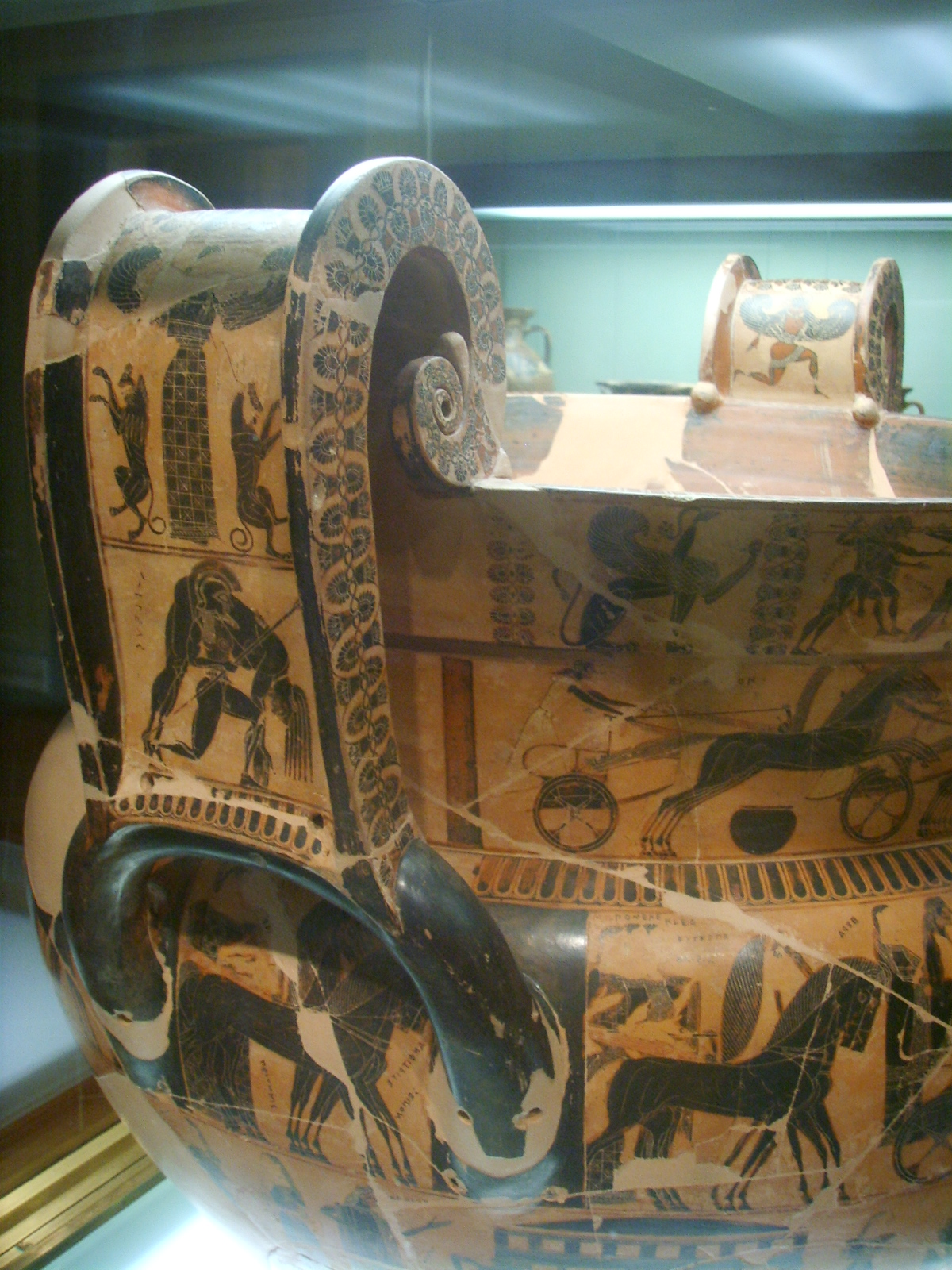
Henkel der Françoisvase

Seinen modernen Namen erhielt der Volutenkrater nach den in einer Volute endenden Henkeln. In Übereinstimmung mit seinem Ursprung trug er im antiken Griechenland den Namen κρατὴρ λακωνικός krater lakonikos, wenngleich er auch andernorts produziert wurde.
Der Volutenkrater wurde während seiner Laufzeit stark verändert. Bei den apulischen Volutenkrateren der spätklassischen Zeit ist die Volute meist nicht ausgeformt, eine mit einer Maske geschmückte Scheibe deutet sie dann lediglich an. Als bestimmendes Merkmal lässt sich über alle Ausprägungen hinweg die grundlegende Henkelform festhalten: Der Henkel ist aus zwei Teilen gebildet und besteht, wie beim Bügelhenkelkrater, aus einem horizontalen und einem vertikalen Element. Am horizontalen Henkelteil, dem Henkelbogen, setzt ein vertikaler Henkelteil an, der, anders als bei den anderen Krateren, über die Gefäßmündung hinaus und dann zu ihr zurückgeführt wird. Am vertikalen Henkelteil sind stets ein mittlerer Teil, das Henkelband, und beiderseits Blenden, die Henkelwülste, anzutreffen. Von der Henkelseite gesehen erscheint das Henkelband gegen die Henkelwülste vertieft, während von der Schauseite aus bei jedem der beiden Henkel eines Kraters nur der vorgeblendete Henkelwulst zu sehen ist.

## Vorbilder
Die folgenden Feststellungen zu den Vorbildern der Volutenkratere wurden aufgrund sehr weniger Fundstücke getroffen. Besondere Bedeutung haben dabei zwei vollständig erhaltene Vasen aus Böotien und Lakonien, die sich in Boston und in Sparta befinden.

### Herkunft der Henkelform
Sieht man von sehr frühen Vorkommen volutenartig geschwungener Henkelformen bei Vasen ab, die weder in räumlicher noch in zeitlicher Kontinuität zum Volutenkrater stehen, kann der Ursprung volutenförmiger Henkel bei den Reliefpithoi von Tinos und aus Böotien gesucht werden. Diese Pithoi waren gefüllt zu schwer, um an den Henkeln getragen zu werden. Der Raum zwischen dem funktionslos gewordenen Henkel und der Vasenwand konnte so durch eine mit Spiralen verzierte Tonscheibe gefüllt werden, was ihn zum rein dekorativen Element machte. Bei den später in Lakonien gefertigten Reliefvasen wurde dieses Grundprinzip übernommen und weiterentwickelt, wobei die Tonscheibe verkleinert und der Henkel wieder durchgreifbar wurde.
Die Zweiteiligkeit des Henkels mit horizontalem und vertikalem Element lässt sich von den geometrischen Bügelhenkelkrateren herleiten. Die Kratere vom so genannten chalkidischen Typus, deren Henkel ebenfalls Horizontal- und Vertikalteil aufweisen, sind jünger.

### Vorausgehende Kratere
Die Gefäßform des Volutenkraters mit niedrigem Hals, bauchigem Körper und deutlich abgesetztem Fuß wird auf einen Einfluss des Kolonettenkraters zurückgeführt.
Die lakonischen Reliefgefäße, deren Henkel als Vorläufer der Volutenkraterhenkel angesehen werden können, werden in der Literatur häufig als Pithoi bezeichnet, können allerdings aufgrund ihrer weiten Mündungsöffnung auch als Kratere gedeutet werden. Gegen die Deutung als Pithoi sprechen bei diesen Gefäßen auch ihre geringe Höhe von etwa 70 cm und die Fundumstände, die vornehmlich eine Widmung als Weihegeschenk nahelegen. Die lakonischen Reliefgefäße haben neben der Volutendekoration der Henkel noch weitere Gemeinsamkeiten mit den bronzenen Volutenkrateren aus Lakonien, so dass sie als deren Vorläufer bezeichnet werden können. Bei diesen Gemeinsamkeiten handelt es sich zum einen um ein dreistufiges Halsprofil, zum anderen um die Verteilung der Dekorationselemente: Spiralen auf den Henkeln und Zungen unterhalb der Mündung, auf Schulter und Fuß. Das beiden Gefäßgattungen gemeinsame Bildthema des Streitwagenzugs kann als weiteres Indiz für die Abhängigkeit des Volutenkraters von den lakonischen Reliefvasen gesehen werden; es ist zwar verbreitet, in der lakonischen Kunst jedoch nur auf diesen beiden Vasengattungen zu finden.

## Entwicklung, Herstellungslandschaften

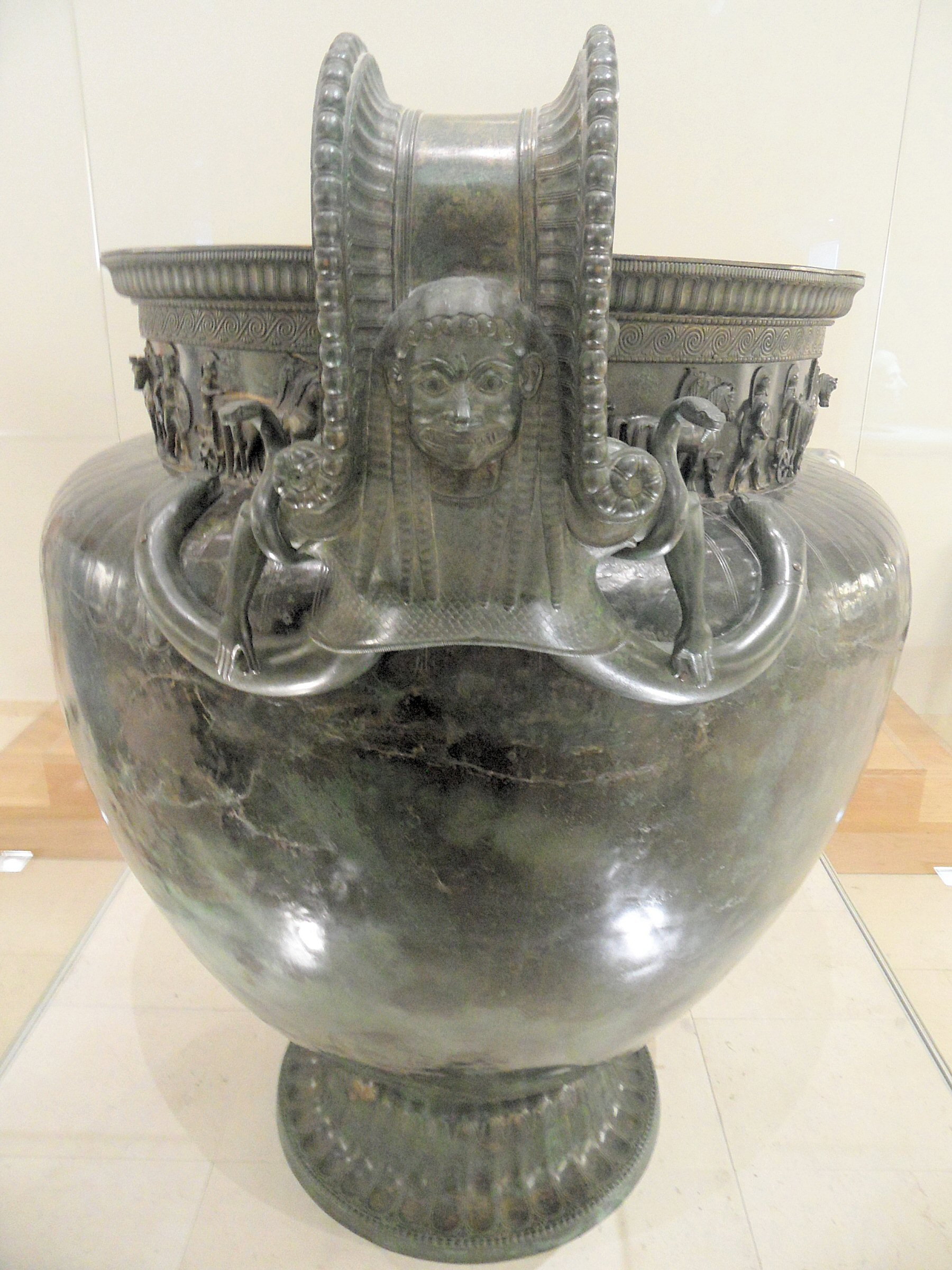
Gorgohenkel am Krater von Vix

Die ersten Volutenkratere wurden um 575 v. Chr. in Lakonien aus Bronze hergestellt. Diese Vasen wurden sehr bald in anderen Teilen Griechenlands nachgeahmt. In Lakonien entstanden etwa zur gleichen Zeit wie die bronzenen auch Volutenkratere aus Keramik. Diese Kratere folgen allerdings nicht der Tradition der Reliefgefäße, sondern lassen einige der typischen Merkmale, wie das Zungenmotiv an der Mündung und das dreistufige Halsprofil, fort und bilden eine eigene Tradition. Auch ist die Volute nicht ausgebildet, sondern durch eine flache Scheibe (Rotelle) ersetzt, obwohl die Volute der Metallversion leicht zu übernehmen gewesen wäre, etwa durch spiralförmige Ritzung. Der horizontale Henkel wird in der zweiten Hälfte des 6. Jahrhunderts v. Chr. durch eine stützende Gorgo ersetzt – eine Neuerung, die auf lakonische Werkstätten zurückzuführen ist. Noch vor Ende des 6. Jahrhunderts v. Chr. schwindet die Beliebtheit dieses Dekorationselements.
Erste Nachahmungen des Volutenkraters wurden in Ionien hergestellt, ein bronzener Henkel in der Antikensammlung Berlin wird als ältester Zeuge dieser Nachahmungen betrachtet und einer Werkstatt auf Samos zugeschrieben. Auch aus Korinth oder seinem Umkreis stammen frühe Nachahmungen der bronzenen lakonischen Volutenkratere. Von diesen übernahmen die Nachahmungen das dreistufige Halsprofil. Dekoration und Bildthemen der Nachahmungen unterscheiden sich von denen der lakonischen Kratere. Die Henkel sind durchwegs einfacher gegossen als ihre Vorbilder; einer freien Drehung der Volute bei lakonischen Henkeln steht eine rein ornamentale Andeutung der Spirale bei den Stücken aus dem übrigen Griechenland gegenüber.
Attische Töpfer ahmten den lakonischen Volutenkrater der Bronzeversion nach, wobei sie sich eng an das Vorbild hielten und ihre Produkte sich damit von den lakonischen Keramiken unterschieden. Eine stetige Produktion keramischer Volutenkratere in attischen Werkstätten beginnt zwischen 540 und 530 v. Chr. Der Metallglanz des Vorbildes wurde dabei durch schwarzen Firnis imitiert. Mit verschiedenen Neuerungen in der Zeit der schwarzfigurigen Vasenmalerei beginnt die Ausformung des attischen Volutenkraters. Die meisten Exemplare des attischen Volutenkraters schwarzfigurigen Stils wurden in den letzten beiden Jahrzehnten des 6. Jahrhunderts v. Chr. gefertigt.
Mit Einsetzen der rotfigurigen Vasenmalerei treten weitere Neuerungen auf; bis zur zweiten Hälfte des fünften Jahrhunderts v. Chr. münden die Veränderungen in einen kanonischen Stil. Die Produktion attischer rotfiguriger Volutenkratere wird zu Beginn des vierten Jahrhunderts v. Chr. eingestellt.
Bronzene Kratere traten an die Stelle der attischen Tongefäße. Zwar sind keine bronzenen Volutenkratere aus der Zeit zwischen 500 v. Chr. und 430 v. Chr. bekannt, die Annahme einer stetigen Produktion wird aber durch Übereinstimmungen bestimmter Details der Bronzekratere aus spätklassischer mit Details der bronzenen nicht-lakonischen Volutenkratere aus archaischer Herstellung nahegelegt. Bei den spätklassischen Stücken ist die Volute im Gegensatz zu den archaischen Nachahmungen des lakonischen Volutenkraters frei gedreht, so dass in der Zeit ohne Fundstücke zumindest eine Entwicklung angenommen werden muss.
Bereits im letzten Drittel des fünften Jahrhunderts v. Chr. wurden keramische Volutenkratere auch in Apulien produziert; nach Übernahme von Elementen der gleichzeitigen Bronzekratere und der Ersetzung der Voluten durch maskenartige Scheiben bildete sich ein kanonischer apulischer Stil des Volutenkraters. Sowohl bronzene als auch keramische Volutenkratere wurden noch bis Ende des vierten Jahrhunderts v. Chr. gefertigt.
Nach Material, Herkunft und Herstellungsperiode sind demnach folgende Gruppen von Volutenkrateren zu unterscheiden: Lakonische Bronzekratere, lakonische Tonkratere, archaische Nachahmungen der lakonischen Bronzekratere aus dem übrigen Griechenland, attische Tonkratere (schwarzfigurig und rotfigurig), spätklassische Bronzekratere und apulische Tonkratere.

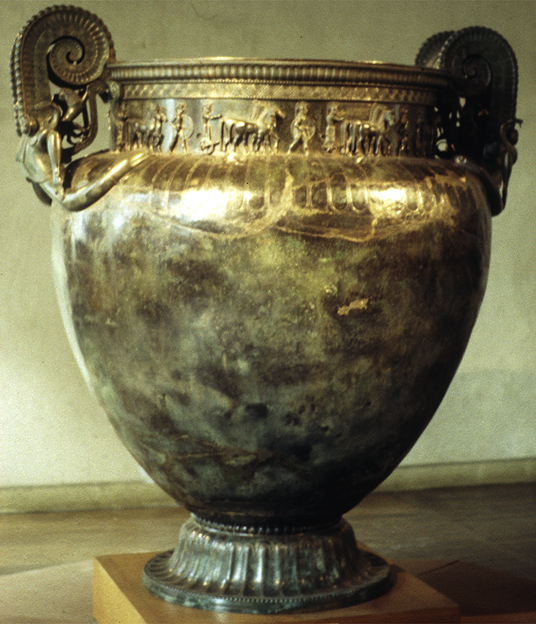
Lakonischer Bronzekrater: Der Krater von Vix
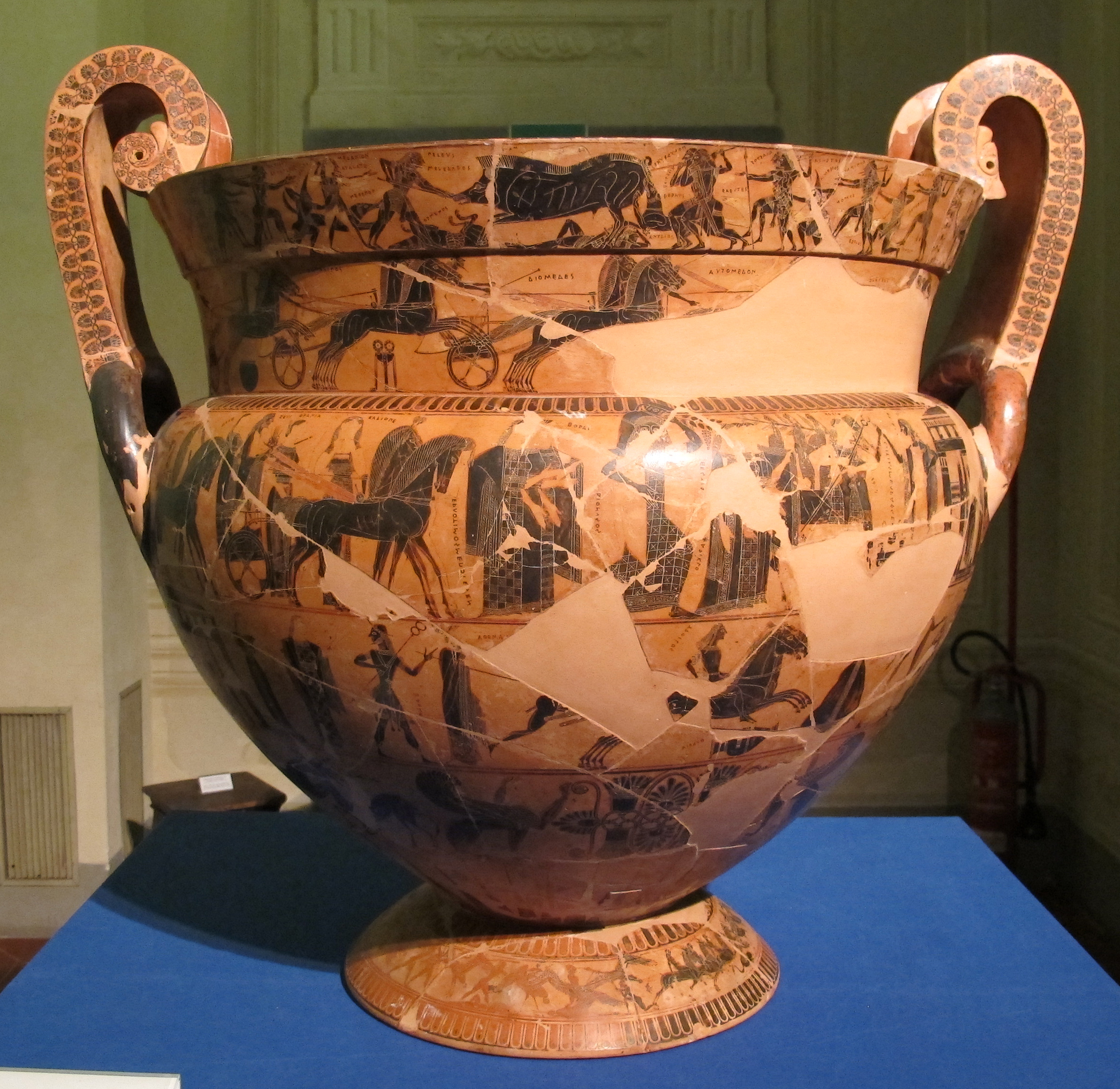
Attisch-schwarzfiguriger Krater: Die Françoisvase
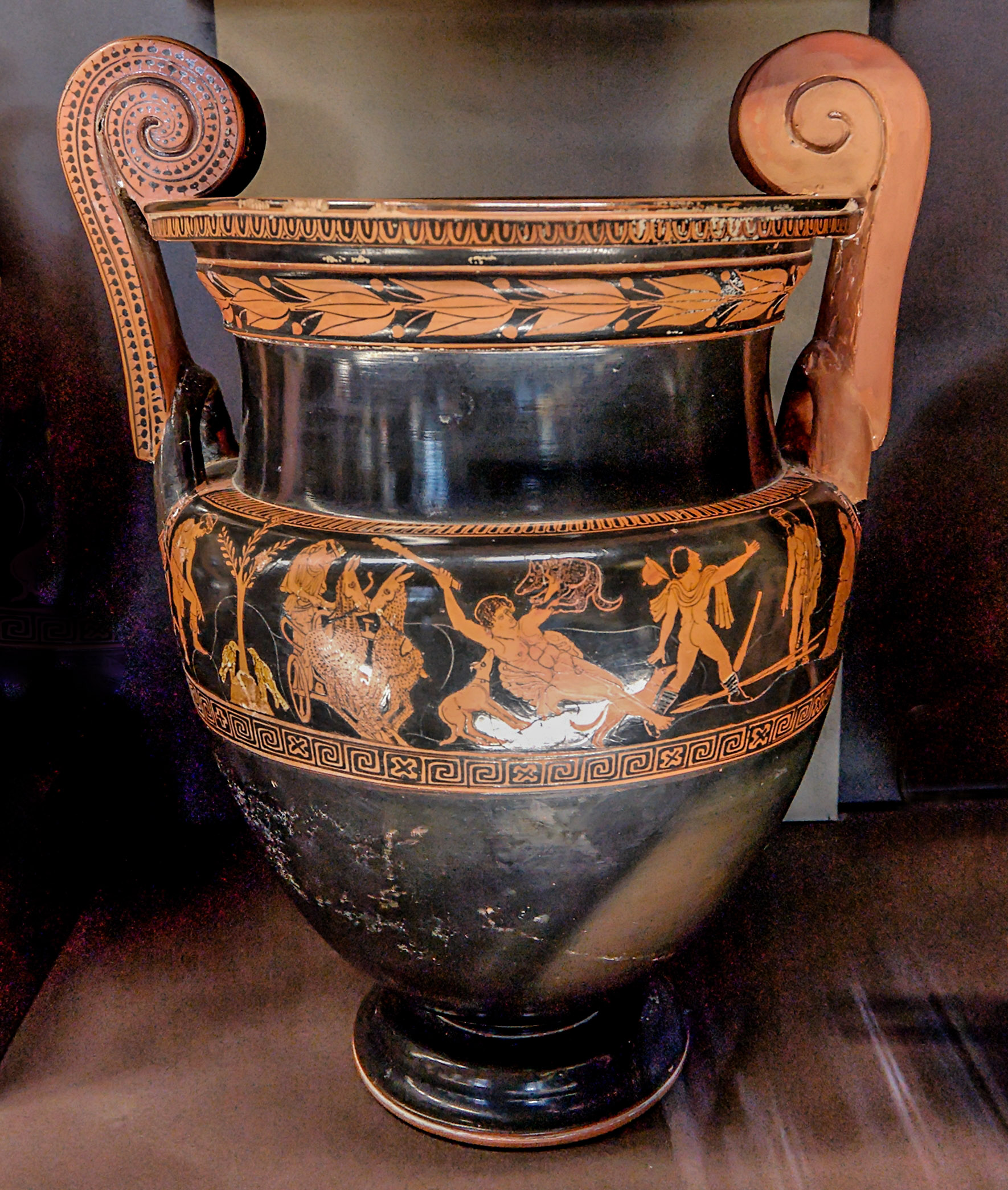
Attisch-rotfiguriger Krater
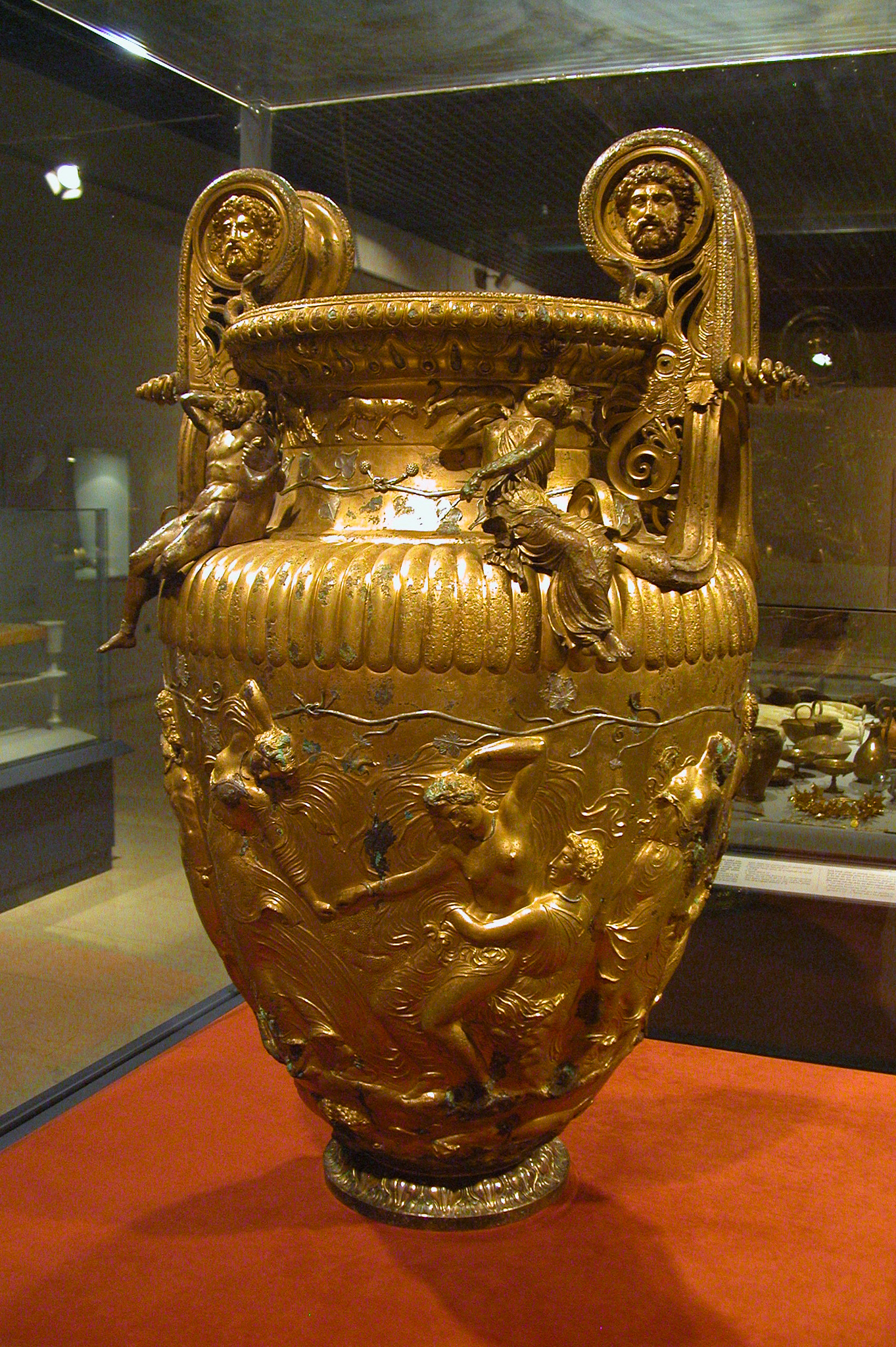
Spätklassischer Bronzekrater: Der Derveni-Krater
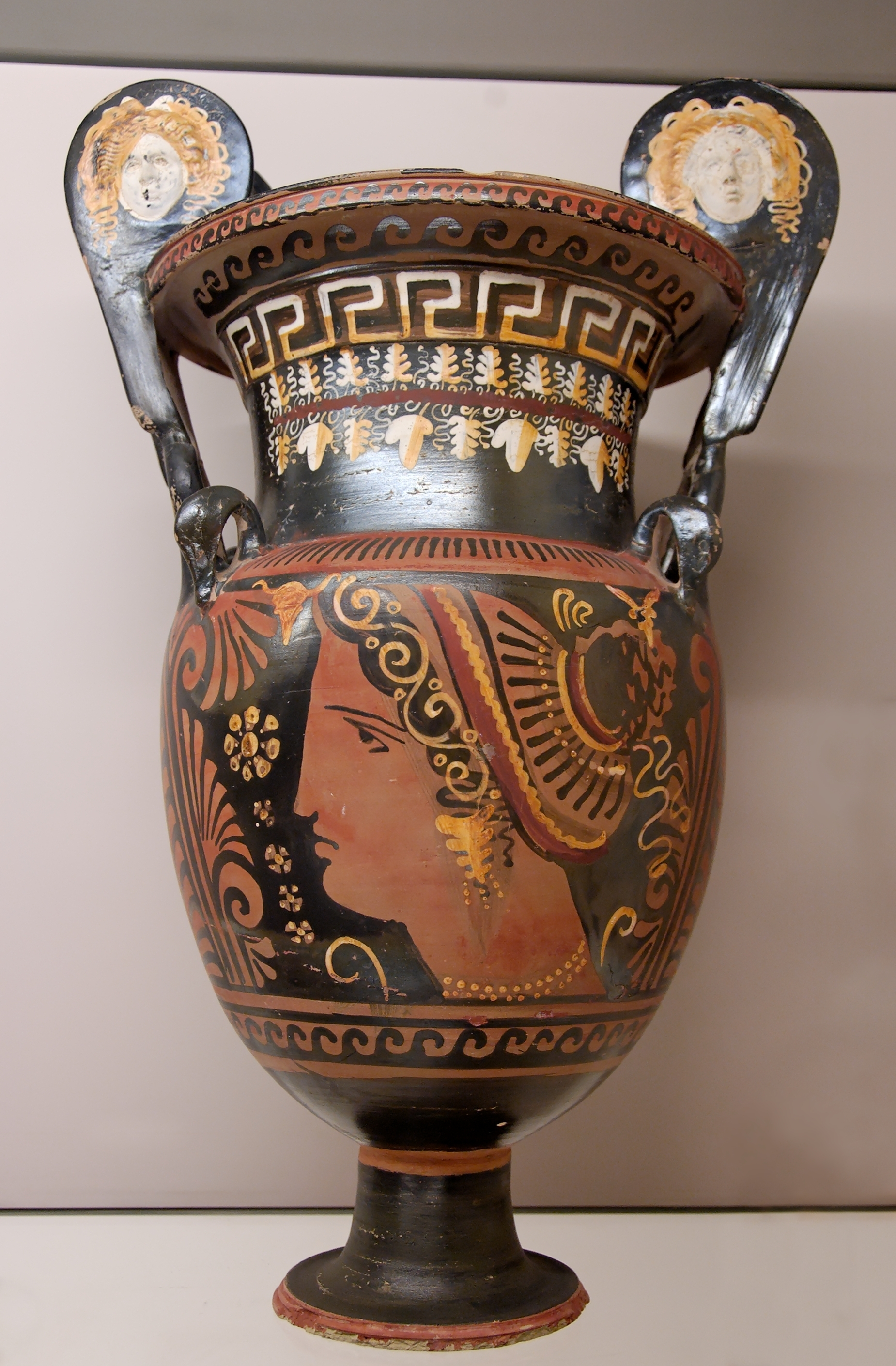
Apulischer Tonkrater

## Gebrauch
Die Fundverhältnisse lakonischer Volutenkratere geben wenig Aufschluss über ihre Verwendung in Griechenland. Bronzene lakonische Volutenkratere wurden nur außerhalb Griechenlands gefunden, von den tönernen nur wenige Fragmente in Griechenland, wobei die Fundorte auf eine Verwendung als Weihegeschenk an die Götter hinweisen.
Auf eine Verwendung zum Mischen von Wein, auch beim Symposion, deuten jedoch Darstellungen von Volutenkrateren auf anderen lakonischen Vasen hin. Weitere Hinweise sind erhaltene Siebe, Darstellungen von Sieben und die Erwähnung eines Siebes zu einem lakonischen Volutenkrater in einem antiken Inventar. Dass überhaupt Symposia in Sparta gefeiert wurden, geht aus den Liedern des Alkman hervor.
Im Gegensatz zu den lakonischen Volutenkrateren aus Bronze sind Funde der attischen Tonversion innerhalb Griechenlands häufig. Die Fundumstände deuten auf einen vornehmlichen Gebrauch als Weihegeschenk. Als Grabbeigaben wurden in Attika selbst keine Volutenkratere verwendet, im übrigen griechischen Kernland selten, häufig dagegen in den Kolonien in Sizilien und Apulien. Dass attische Volutenkratere auch zum Mischen von Wein verwendet wurden, legen Funde im häuslichen Kontext nahe. Attische Vasenbilder weisen auf einen Gebrauch des Volutenkraters bei dionysischen Feiern hin. Auf schwarzfigurigen Darstellungen ist der Volutenkrater zwar Mittelpunkt der Feier, ohne dass jedoch aus ihm geschöpft wird. Auf rotfigurigen Bildern wird aus dem Volutenkrater auch geschöpft. Etwa 480 v. Chr. werden Volutenkratere kaum noch als Mischgefäß dargestellt. Es ist anzunehmen, dass die praktische Verwendung des Volutenkraters ab dieser Zeit zugunsten der rein kultischen Funktion zurückgedrängt wird und schließlich ganz verschwindet.

## Berühmte Volutenkratere

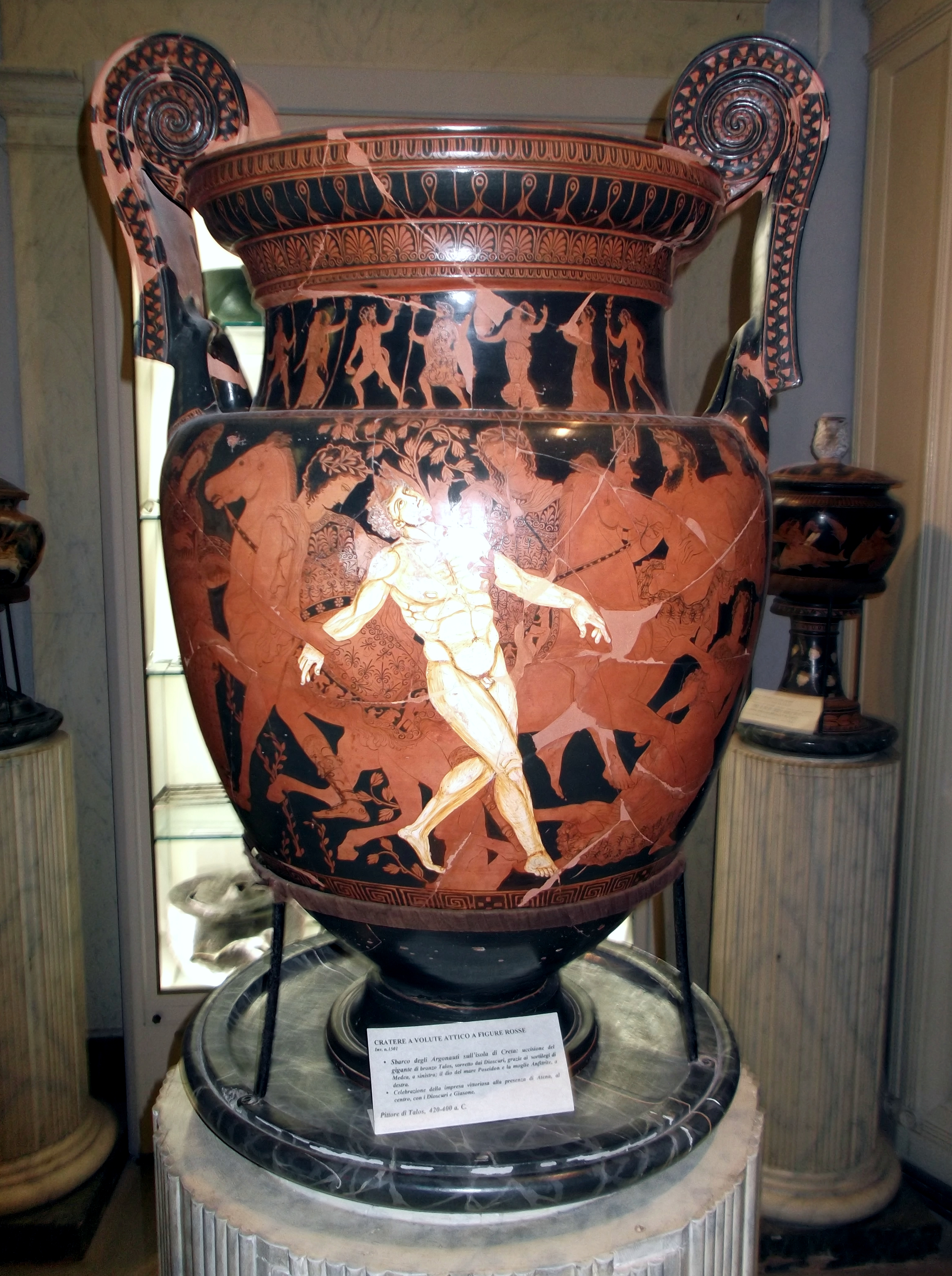
Der Talos-Krater

- Der Krater von Vix, ein lakonischer Bronzekrater, mit 164 cm Höhe von besonderer Größe, wurde in einem Fürstengrab gefunden, das zu einer keltischen Siedlung nahe dem Dorf Vix bei Châtillon-sur-Seine gehört.
- Die Françoisvase, auch Klitias-Krater, ein attisch schwarzfiguriger Volutenkrater, stammt vom Töpfer Ergotimos und dem Maler Klitias.
- Auf dem attischen Talos-Krater, der Namenvase des Talos-Malers, sind im rotfigurigen Stil der Bug der Argo, Jason, Talos und weitere Akteure der Argonautensage dargestellt; der Krater wurde in der Nekropole des apulischen Ruvo gefunden.
- Der Derveni-Krater ist mit 94 cm Höhe und 40 kg Gewicht ein besonders großer und prächtiger spätklassischer Bronzekrater mit Silbereinlagen; er stammt aus Grab B von Derveni in Makedonien.
- Der Lasimos-Krater ist ein apulischer Volutenkrater mit großer Bedeutung für die Erforschung der unteritalischen Vasenmalerei.
- Die Perservase, ein 130 cm hoher apulischer Volutenkrater, ist die Namenvase des Dareios-Malers.